# Mondelēz International

Logo Kraft Foods.

Mondelēz International és la companyia dedicada a la fabricació d'aliments més gran dels Estats Units i la segona del món. La corporació cotitza a la borsa de Nova York. L'empresa és originària de Northfield, Illinois, als EUA, un suburbi de Chicago. Actualment, Kraft opera a més de 155 països.
L'empresa té els seus orígens com a Kraft Foods Inc., fundada a Chicago el 1923 per James L. Kraft. L'empresa actual es va establir el 2012 quan Kraft Foods va passar a anomenar-se Mondelez i va mantenir el seu negoci d'aperitius, mentre que el seu negoci de queviures es va escindir a una nova empresa anomenada Kraft Foods Group. El nom deriva de la paraula llatina mundus ("món") i delez, una modificació fantasiosa de la paraula "deliciós".

## Reestructuració Internacional
Pertangué en un 88,1% a la societat Altria Group, que va prendre el control de la companyia el 1988, quan encara es deia Philip Morris Companies Inc.
Kraft va començar un procés important de reestructuració el gener de 2004, després d'un any de vendes pobres (causades en gran part pel sentiment d'alteració de la salut dels nord-americans). La companyia va anunciar el tancament de 19 instal·lacions de l'empresa per tot el món i la reducció de 5.500 llocs de treball, així com la venda del 10% dels seus productes qualificats. S'estima que els directius de Kraft redueixin la plantilla en 8.000 llocs de treball, el 8% de la seva mà d'obra. Les marques de Kraft van ser venudes a diverses companyies després de la seva fusió amb Nabisco, la companyia va vendre el seu negoci del sucre i el seu negoci d'aliments per a animals domèstics amb la marca Llet-Os Del Monte Foods.
El 2007, Kraft Foods, es va separar de Altria Group. L'agost de 2011 Kraft Foods va anunciar plans per dividir en dues empreses de capital obert, un snacks i l'altre de queviures. La companyia va canviar el seu nom a Mondelēz International, especialitzada en productes d'aperitiu, l'octubre de 2012 i una segona empresa (Kraft Foods Group, especialitzada en articles d'alimentació) es va separar. Kraft Foods Group es va fusionar més tard amb Heinz per esdevenir Kraft Heinz.

## Crítiques a Kraft Foods

### Contaminació a Massachusetts
El 1992, la fàbrica de gelatina a la zona atlàntica de Woburn, Massachusetts, proveïdora a Kraft d'aquest producte, va rebre queixes dels veïns per olors nocives, llançaments d'escombraries tòxiques al port de Boston, i política de secret corporatiu. A causa d'aquesta proliferació de queixes locals, la fàbrica de Massachusetts va convidar els representants ambientals Paul Casey i Carol Donovan a la planta. No obstant això, a aquests se'ls va impedir anar més enllà de la sala de conferències. Les constants peticions d'una visita a la planta per part dels periodistes van ser rebutjades. El 1993 la planta va ser sancionada amb una multa 250.000 $ per violar la Disposició d'aire net de 1970.

## Crítiques a Mondelez
De 2021 a 2024, es van dur a terme procediments antimonopoli a la UE contra Mondelez per violacions de les lleis de competència. Mondelez havia explotat el seu poder de mercat (especialment en dolços) per augmentar artificialment els preus dels seus productes. Per això, l'empresa va ser multada amb 337.5 milions d'euros el 23 de maig de 2024, la multa més gran mai imposada per la UE a una empresa alimentària.

## Patrocinis
Kraft Foods és el patrocinador oficial de les lligues més grans de futbol americà als Estats Units.

## Productes
Els negocis de base de Kraft són a la beguda, el formatge, els lactis, els aperitius, la confiteria i els cereals.